# (5886) Rutger
(5886) Rutger est un astéroïde de la ceinture principale.

## Description
(5886) Rutger est un astéroïde de la ceinture principale. Il fut découvert le 13 juin 1975 à El Leoncito par l'observatoire Félix-Aguilar. Il présente une orbite caractérisée par un demi-grand axe de 3,02 UA, une excentricité de 0,10 et une inclinaison de 11,5° par rapport à l'écliptique.

## Compléments